# Anolis squamulatus
Anolis squamulatus är en ödleart som beskrevs av  Peters 1863. Anolis squamulatus ingår i släktet anolisar, och familjen Polychrotidae. Inga underarter finns listade i Catalogue of Life.